# Julija Leonidowna Latynina

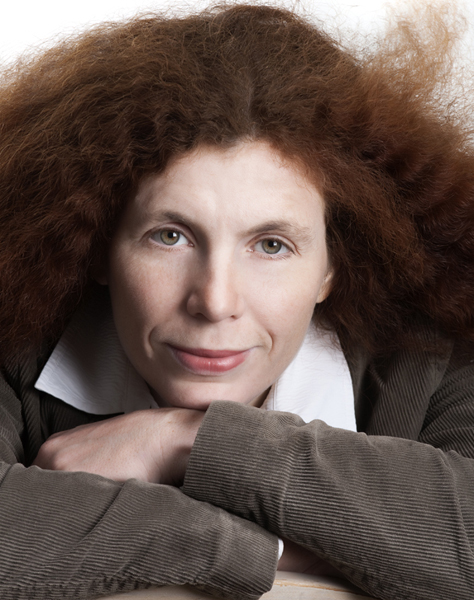
Julija Latynina (2010)

Julija Leonidowna Latynina (russisch Ю́лия Леони́довна Латы́нина; * 16. Juni 1966 in Moskau) ist eine russische Schriftstellerin und Journalistin.

## Leben
Latynina studierte als Tochter einer Literaturkritikerin und eines Schriftstellers Philologie am Maxim-Gorki-Literaturinstitut. Sie erreichte zehn Jahre nach Studienbeginn im Jahr 1993 den Ph.D. am Institut für Slawistik und Balkanstudien der Russischen Akademie der Wissenschaften. Seit 1995 ist sie Mitglied der Schriftstellervereinigung von Moskau.
Sie arbeitete für über ein Dutzend Print- und Fernsehanstalten als Kolumnistin und Kommentatorin, oft im Bereich der Wirtschaftsberichterstattung.
Nach vier Jahren Präsidentschaft Wladimir Putins im Jahr 2004 war sie im Hinblick auf die russischen Präsidentschaftswahlen 2008 Mitglied im oppositionellen Komitee 2008.
Auf Latynina wurde eine Seljonka-Attacke verübt, nachdem sie schon 2016 mit „Fäkalien“ oder Abwasser übergossen worden war. Im Juli 2017 wurde ein Gas in ihre Wohnung geleitet und Anfang September 2017 ging ihr Auto in Flammen auf. Sie floh mit ihrer Familie vorübergehend ins Ausland. Am 8. September 2017 erhielt sie nach vielen vorhergehenden Preisen den Kammerton-Preis der Russischen Journalisten Union für ihren Einsatz für Menschenrechte und Pressefreiheit.
Im September 2022 wurde sie von Russland als „ausländische Agentin“ eingestuft.

## Positionen
Bekannt wurde Latynina insbesondere für ihre Kritik an der russischen Regierung und besonders an Putin. Nach den ersten vier Jahren hätte die Regierung nichts des Versprochenen erreicht, das Hauptergebnis sei vielmehr die „Schaffung und Stärkung des persönlichen Machtregimes des Präsidenten“ gewesen auf dem Weg in eine Autokratie. Ulrich Schmid beschrieb, wie Intellektuelle, die sich mit Regierungskritik exponierten, von regierungstreuen Aktivisten oft mit roher Gewalt angegriffen würden. Russland sei nicht imstande, seine Bürger zu schützen, befand Latynina, als sie das Land verließ.

„Bis 2014 hatte das Regime zwei Hauptsäulen: Petrodollars und das Fernsehen. Im Jahr 2014 war das mit den Petrodollars vorbei. Angeblich endete es nach der Krim, aber ich neige dazu, dass die Krim ein präventiver Schlag war. Patriotismus sollte Petrodollars ersetzen. (…) Es gibt zwei Hauptressourcen eines autoritären Regimes: Lügen und Gewalt. Bisher gab es genügend Lügen. Als die Lüge vorbei war, begann Gewalt.“

Sie postulierte schon 2013 einen Zerfall der russischen Staatlichkeit in ein Unrechtsregime und schrieb, in diesem Sinne sei sie selber libertär, nicht liberal: „Wir sind gegen Korruption, gegen Diebe, gegen die Tatsache, dass Russland vor unseren Augen zerfällt.“

## Kritik
2011 schrieb Latynina einen Artikel mit dem provokativen Titel Europa, du bist durchgeknallt! Die vermeintlichen westlichen Werte wie Menschenrechte, europäische Einheit, allgemeines Wahlrecht, soziale Gerechtigkeit, Multikulturalismus und staatliche Regulierung stammten, wie Ulrich Schmid in einem Kommentar zu diesem Text schrieb, in der Darstellung Latyninas aus „verderblichen 'sozialdemokratischen' Prinzipien im 19. Jahrhundert“. Stattdessen rufe Latynina Europa auf, sich zurückzubesinnen auf genuin „europäische“ Werte wie Eigentum, Innovation und Wettbewerb. Im Jahr 2018 griff Ewgeniy Kasakow auf diesen Text zurück und zitierte in seiner massiven Kritik Latyninas daraus die Aussage, dass der Kampf um die Menschenrechte „ursprünglich von kommunistischen Agenten und frustrierten Intellektuellen losgetreten worden“ sei. In seinem Artikel von 2018 schrieb Kasakow weiter, Latynina kritisiere die „mentale Epidemie der Political Correctness“.
Kasakow kritisierte Latyninas islamophobe Haltung. Ferner warf ihr Kasakow (allenfalls aufgrund von Aussagen aus einem Interview von 2008) vor, den Putin-Vertrauten und Diktator Ramsan Achmatowitsch Kadyrow in Schutz genommen zu haben, was, so Kasakow, „eigentlich“ im Widerspruch zu ihrer Gegnerschaft gegen Putin stehe.
Laut Kasakow vertrete Latynina teilweise weit rechts zu verortende Ansichten, sie setze sich für einen Libertarismus im Sinne Ayn Rands ein. Sei stehe dem allgemeinen Wahlrecht kritisch gegenüber, da durch dieses „die Steuerzahler einer Tyrannei der Wohlfahrtempfänger ausgeliefert seien“. Des Weiteren ist sie auch der Ansicht, die Apartheid in Südafrika sei nicht vollkommen schlecht gewesen, denn Schwarzen sei ein gewisses Maß an Selbstverwaltung gewährt worden. Weiter erwähnt Kasakow, dass Latynina 2011 moniert hatte, dass die von Anders Breivik angegriffenen Teilnehmer des Feriencamps der Arbeidernes Ungdomsfylking (AUF), der Jugendorganisation der sozialdemokratischen Arbeiderpartiet, scheinbar nicht versucht hätten, den Täter zu entwaffnen – sie habe das als eine Selbstschwächung des Westens dargestellt. In „verschiedenen Medien“ sei Latynina, so Kasakow, „menschenfeindlich und rassistisch“ genannt worden und andere Liberale hätten sich distanziert.
In einem Artikel für die Nowaja gaseta. Europa, der im Mai 2022 in der taz in deutscher Übersetzung übernommen wurde, schrieb Latynina, Stalin hätte einen „Krieg geplant – lange bevor Hitler an die Macht kam“ (siehe auch Präventivkriegsthese). In diesem Artikel beschrieb sie die Analoga von Putin und Stalin: „Wenn wir also Putins Strategie und Taktik mit Stalins Strategie und Taktik vergleichen, dann erkennen wir zweifellos Ähnlichkeiten – nicht mit dem propagandistischen Bild der ‚Befreier Europas vom Nazismus‘, sondern mit der realen Praxis des Stalinismus.“ Nebst einer Replik in der taz, welche die „deutsche Erinnerungskultur“ thematisierte, rief der Artikel Reaktionen auf Nicht-Mainstream-Medien hervor, welche selbst keine Einschätzungen zu Latynina abgaben, sondern die Kritik von Kasakow von 2018 zitierten. In diesen Beiträgen wurde Latynina vorgeworfen, am Konsens der deutschen Kriegsschuld zu rütteln. Der Historiker Alexander Gogun erläuterte daraufhin das Scheitern des deutsch-russischen Dialogs, es sei im Gegenteil gerade in Russland ein Ausschluss aller derjenigen, die die Debatte in Russland oder auf Russisch führten, erfolgt. Der Beitrag Latyninas behandle die Frage nach Stalins Expansionismus sowie seinen Kriegsabsichten: Würde der russisch-deutsche Dialog unter Einbezug russischer Stimmen ausgebaut, dann lösten sich die deutschen Befürchtungen, „die Wahrheit über den Stalinismus könne zu einer Art ‚Relativierungsversuch‘ Hitlers, zur Wiederbelebung ‚revisionistischer Legenden‘ führen, in Luft auf“, so Gogun.
Latynina wies verschiedentlich die globale Erwärmung als linke Panikmache zurück.

## Werke

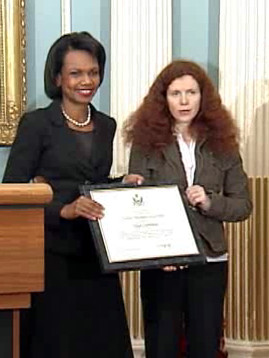
Julija Latynina bei Condoleezza Rice (2008)

Latynina schrieb ab 1990 weit über 20 Bücher, teils im Fantasy-, teils im Kriminalbereich. Sie betreibt seit 2018 einen YouTube-Kanal.

## Auszeichnungen
- 2004: Gerd Bucerius-Förderpreis Freie Presse Osteuropas[21]
- 2008: Freedom Defenders Award des Außenministeriums der Vereinigten Staaten[22]
- 2017: Kammerton-Preis[23] der Russischen Journalistenunion.